# Smołdyriw
Smołdyriw (ukr. Смолдирів, pol. hist. Smołderów) – wieś na Ukrainie w rejonie baranowskim obwodu żytomierskiego, położona nad Smiłką, dopływem Słuczy.

## Historia
Pod koniec XIX w. własność Alfreda hr. Potockiego. Dobra te odziedziczył po swojej matce Józefinie Marii z Czartoryskich, córce Józefa Czartoryskiego, księcia na Korcu; żonie Alfreda Potockiego. We wsi była gorzelnia i młyn parowy.

## Przypisy

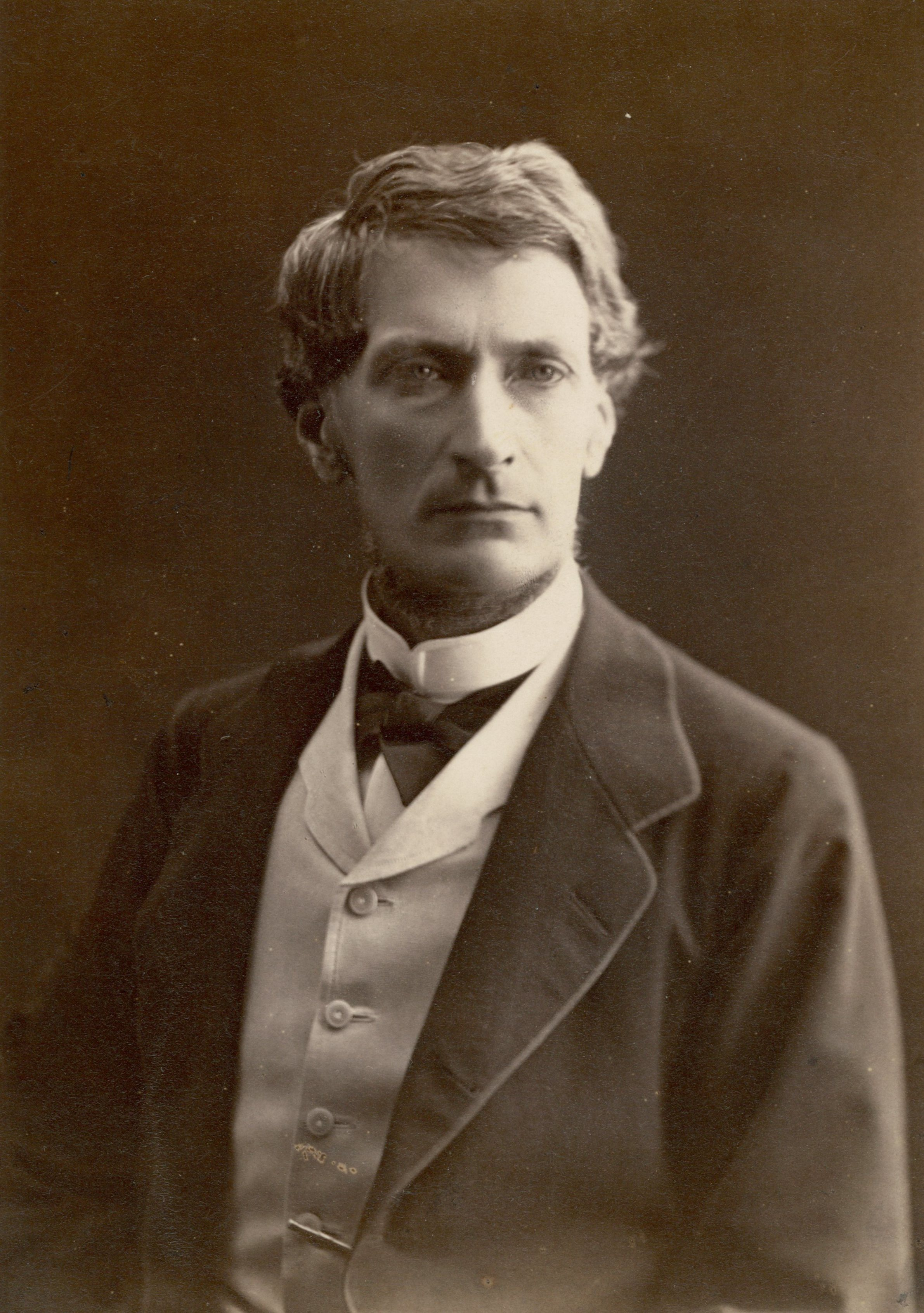
A.J. Potocki, wł. wsi, fot. po 1867